# 狄增如
狄增如（1962年11月—），男，河北人，中国系统工程专家，北京师范大学教授。主要从事非平衡系统理论、复杂性研究及相关理论在社会经济和生物系统中的应用研究工作。

## 生平
1983年毕业于北京师范大学物理学系，1988年获理学硕士学位，1997年获系统理论专业理学博士学位。2019年入选国际系统与控制科学院院士。